# Tricholaema
Tricholaema är ett fågelsläkte i familjen afrikanska barbetter inom ordningen hackspettartade fåglar. Släktet omfattar sex arter med utbredning i Afrika söder om Sahara:
- Hårbröstad barbett (T. hirsuta)
- Rödpannad barbett (T. diademata)
- Miombobarbett (T. frontata)
- Akaciabarbett (T. leucomelas)
- Droppbarbett (T. lacrymosa)
- Svartstrupig barbett (T. melanocephala)

DNA-studier tyder dock på att arterna inte är varandras närmaste släktingar, där alla arter utom hårbröstad barbett står närmare Lybius. Dessa resultat har dock ännu inte lett till några taxonomiska förändringar.